# Вікерейдж Роуд
«Вікерейдж Роуд» (англ. «Vicarage Road») — багатофункціональний стадіон у місті Вотфорд, Англія. Місткість — 21 977 чоловік, є домашньою ареною футбольного клубу «Вотфорд». Протягом 1991–1993 був домашнім стадіоном футбольного клубу «Велдстоун», у 1997–2013 роках — для регбійного клубу «Сараценс».

## Опис
Стадіон складається з чотирьох трибун:
- «Graham Taylor Stand»
- «Vicarage Road Stand»
- «Rookery Stand»
- «Sir Elton John Stand»